# Tazlău (gmina)
Tazlău – gmina w Rumunii, w okręgu Neamț. Obejmuje tylko jedną miejscowość Tazlău. W 2011 roku liczyła 2224 mieszkańców.